# Laothoe ferruginea-fasciata
Laothoe ferruginea-fasciata är en fjärilsart som beskrevs av Gillmer 1903. Laothoe ferruginea-fasciata ingår i släktet Laothoe och familjen svärmare. Inga underarter finns listade i Catalogue of Life.